# Língua tártara da Crimeia
A língua tártara da Crimeia (em crimeu: Qırımtatar tili ou Qırımtatarca) também conhecida como crimeu (Qırım tili, Qırımca) ou turco crimeu (Qırım Türkçesi) é uma língua túrquica da família quipechaca e do sub-ramo Quipechaque-cumano, sendo tradicionalmente falada pelos tártaros da Crimeia, residentes da península da Crimeia e de países da diáspora do povo na Ásia Central e Leste Europeu, como o Uzbequistão, Turquia, Romênia, entre outros. 
A língua é falada por cerca de 567.000 pessoas, mas se encontra em risco severo de extinção, segundo o Atlas Mundial de Línguas da UNESCO. Devido às perseguições sofridas pelos tártaros da Crimeia ao longo da história e à falta de escolas que ensinem a língua tártara da Crimeia, o número de falantes do idioma na península da Crimeia caiu entre os anos de 2001 e 2021.  
A escrita do crimeu já foi feita através de três diferentes alfabetos: entre o século XII e o ano de 1928 utilizou-se a escrita árabe, e atualmente ocorre tanto por meio do alfabeto cirílico, quanto pelo alfabeto latino. A língua é um dos idiomas oficiais da República Autônoma da Crimeia (parte da Ucrânia) e também da República da Crimeia (parte da Rússia). 
No passado, era distinguível a clara existência de três dialetos da língua tártara da Crimeia, que eram caracterizados pela subetnia que os falava e pelo local da península em que eram utilizados (norte, centro e sul). Entretanto, com os constantes deslocamentos e diásporas dos tártaros da Crimeia ao longo da história (anexação à Rússia no Século XVIII, Grande Expurgo Soviético, etc.), os falantes que retornaram à península por vezes não voltaram a ocupar as mesmas regiões do passado, conglomerando falantes dos três dialetos, que cada vez mais se assemelham quanto as suas características.  

## Etimologia
O nome "Crimeia" deriva da palavra turca "Qirim", oriunda do nome da cidade "Staryi Krym" (nomeada pelos próprios tártaros da Crimeia), que desempenhou função de capital durante o Canato da Horda Dourada, o mais duradouro dos que sucederam o Império Mongol. O significado original de "Krym" faz referência a "monte" ou "montanhas".  A palavra Crimeia origina, assim, o exônimo "crimeu" (derivação sufixal), e parte dos nomes "tártaro crimeano" e "turco crimeu".
Já o termo "tártaro" tem origem na língua persa, com a palavra "tātār", que significa "mensageiro montado". Apesar de não se conhecer a origem do termo, o seu primeiro registro é do século XIII, quando foi utilizado em referência às hordas comandadas por Gengis Khan. Acredita-se que a palavra recebeu um "r" adicional em idiomas ocidentais devido a uma associação incorreta com a palavra grega tartaron (em latim medieval tartarum), que significa "sedimento".
Inicialmente, o termo "tártaro" possivelmente se referia à Confederação tártara, que eventualmente foi incorporada ao Império Mongol com a unificação de diversas tribos das estepes, mas, historicamente, também foi utilizado para designar as pessoas nascidas na Ásia Central ou do Norte, regiões conhecidas como "Tartária".
Assim, o povo tártaro da Crimeia passou a ser designado como "tártaro" devido à localização em que viviam, e também pela forte influência mongol na região, causada pelas invasões no início do século XIII e pela criação do Canato da Crimeia, chefiado por um descendente de Genghis Khan (Hacı I Giray). Com isso, derivam-se os nomes de língua tártara da Crimeia, e tártaro crimeano. Já o termo "turco" que compõe o exônimo "turco crimeano" designa habitantes da Turquia, fazendo menção à família linguística do Crimeu (línguas turcomanas).
Quanto aos endônimos, nota-se uma formação semelhante. "Qırım" do turco origina "Qırımtatar tili"  "Qırımtatarca", "Qırım tili", "Qırımca" e "Qırım Türkçesi" e faz referência aos montes/montanhas, enquanto "tātār" formou "Qırımtatar tili"  "Qırımtatarca", se relacionando com a posição geográfica ocupada pelos tártaros da Crimeia e pelo passado ligado ao Império Mongol, sem haver nos endônimos a adição do "r" adicional, ligado à ocidentalização do nome. "Türkçesi" de "Qırım Türkçesi" faz menção à relação com as línguas túrquicas, assim como no exônimo "turco crimeu".

## Distribuição
O crimeu é uma língua cuja distribuição geográfica é limitada, sendo um idioma falado majoritariamente pelos tártaros da Crimeia. Por isso, o seu alcance se restringe aos locais ocupados pelo povo, como a Crimeia, e os países das diásporas tártaras da Crimeia, como o Uzbequistão e Turquia. Atualmente, são aproximadamente 567,8 mil falantes da língua distribuídos pela Ásia Central e no Leste Europeu.
Em 2021, o censo populacional russo determinou que haviam 207.771 falantes da língua tártara da Crimeia no país, localizados principalmente na República da Crimeia. Além destes, existem outros 360 mil falantes distribuídos pelo Uzbequistão, Turquia, Quirguistão, Romênia, Moldávia, Turquemenistão, Cazaquistão e Bulgária
| País           | Número de Falantes |
| -------------- | ------------------ |
| Rússia         | 207.771            |
| Uzbequistão    | 184.000            |
| Turquia        | 110.000            |
| Quirguistão    | 38.000             |
| Roménia        | 22.000             |
| Moldávia       | 1.860              |
| Turquemenistão | 1.600              |
| Bulgária       | 1.372              |
| Cazaquistão    | 1.200              |

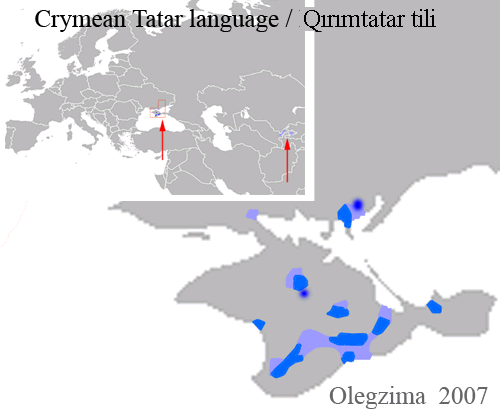
Distribuição geográfica dos falantes de crimeu na península da Crimeia e na Ásia Central

Apesar de ser reconhecida como uma das línguas oficiais da República Autônoma da Crimeia (na Ucrânia) e da República da Crimeia (na Rússia), o crimeu ainda enfrenta problemas quanto à sua disseminação, sendo considerada uma língua ameaçada de extinção, principalmente por ser falada majoritariamente por populações mais velhas na Crimeia e por ser ensinada em poucas escolas.

### Dialetos
Os tártaros da Crimeia podem ser divididos em grupos sub-étnicos, conforme a sua separação geográfica na península da Crimeia. Consequentemente, estabelecem-se três dialetos caracterizados pela separação geográfica (e étnica) de seus falantes, que podiam ser melhor distinguidos no período anterior à deportação dos tártaros da Crimeia em 1944, uma vez que a população que retornou à Crimeia após a deportação não se reestabeleceram nos locais originais da península, cujas barreiras geográficas distinguiam os dialetos.
O dialeto do sul (ou costeiro) era falado majoritariamente na costa sul e nas montanhas costeiras da península, pelo grupo sub-étnico dos yalıboylus, aproximadamente entre as cidades de Foros e Teodósia. Pesquisadores como Radlov (1896), Samoilovich (1916), Sevortian (1966) e Memetov (1993) defendem que este dialeto não pertence ao sub-ramo das línguas quipechacas, mas ao subgrupo das línguas oguzes.
O dialeto do norte (ou das estepes crimeanas), falado originalmente pelos noğays, tinha sua fronteira geográfica estabelecida ao norte das cidades de Teodósia, Eupatória e Querche.
O dialeto central, tido como base para a escrita do crimeu, era originalmente falado pelos tats, nas montanhas crimeanas.

### Línguas relacionadas
A língua tártara da Crimeia é uma língua túrquica, sendo parte do ramo das línguas quipchacas-cumanas. Assim, o crimeu possui parentesco próximo com as línguas cumique, caraima, krimchaque e urum (ainda faladas nos dias atuais), e com outras línguas mortas, como a língua cumana. Como parte do ramo quipechaque, o crimeu também se relaciona com as línguas quipechacas-bolgáricas, quipechacas–nogais e quirguiz-quipechacas.
|  | Basquir |
|  |         |
|  | Tártaro |
|  |         |

|  | Crimeu (língua tártara da Crimeia) |
|  |                                    |
|  | Carachaio-bálcara                  |
|  |                                    |
|  | Cumique                            |
|  |                                    |
|  | Karaim                             |
|  |                                    |
|  | Crimchaque                         |
|  |                                    |
|  | Urum                               |
|  |                                    |
|  | Cumana †                           |
|  |                                    |

|  | Cazaque            |
|  |                    |
|  | Caracalpaque       |
|  |                    |
|  | Nogai              |
|  |                    |
|  | Tártara da Sibéria |
|  |                    |

|  | Altai do sul |
|  |              |
|  | Quirguiz     |
|  |              |

|  | Basquir |
|  |         |
|  | Tártaro |
|  |         |

|  | Crimeu (língua tártara da Crimeia) |
|  |                                    |
|  | Carachaio-bálcara                  |
|  |                                    |
|  | Cumique                            |
|  |                                    |
|  | Karaim                             |
|  |                                    |
|  | Crimchaque                         |
|  |                                    |
|  | Urum                               |
|  |                                    |
|  | Cumana †                           |
|  |                                    |

|  | Cazaque            |
|  |                    |
|  | Caracalpaque       |
|  |                    |
|  | Nogai              |
|  |                    |
|  | Tártara da Sibéria |
|  |                    |

|  | Altai do sul |
|  |              |
|  | Quirguiz     |
|  |              |

## História

### Formação da língua
A formação do crimeu remonta à formação do grupo étnico dos tártaros da Crimeia e da ocupação da Crimeia ao longo da história. As primeiras populações que se estabeleceram formalmente na península formaram colônias gregas na região costeira, por volta do século V a.C. Enquanto a região costeira se mantinha com certa estabilidade ao longo dos séculos, o interior da península sofria uma série de conquistas e invasões, como a invasão mongol à Europa. Assim, o norte e o centro da Crimeia foram dominados pela Horda Dourada mongol, possibilitando a formação do Canato da Crimeia na década de 1440 com o colapso da horda. Em pouco tempo de existência, o canato e as demais regiões da península se submeteram ao controle do Império Otomano, que garantiu certa estabilidade na região até a sua derrota em 1774 contra a Rússia de Catarina II. Desde então, o controle da Crimeia mudou diversas vezes e atualmente se encontra em disputa entre a Rússia e a Ucrânia.
A formação dos dialetos do tártaro da Crimeia começou com as primeiras invasões turcomanas na Crimeia e terminaram com durante o período do Canato da Crimeia. A etnia descende de uma variedade de povos turcos que se estabeleceram na Crimeia no século VIII e só foram reconhecidos como independentes com a derrota do Império Otomano em 1774.
Entretanto, as línguas oficiais escritas do Canado da Crimeia eram o chagatai e turco e só após a islamização os tártaros da Crimeia adotaram uma escrita baseada no alfabeto árabe-persa. Em 1876 os diferentes dialetos do turco da Crimeia foram convertidos em uma única língua escrita por İsmail Gaspıralı. Inicialmente a preferência foi dada aos dialetos oguz (do sul) e yalıboylus (do norte) para não quebrar a ligação entre os crimeus e os turcos do Império Otomano. Conforme se estabeleceram normas para a língua escrita do crimeu, adotou-se o dialeto central como base para a literatura na língua tártara da Crimeia, justamente por ser mais compreensível entre os tártaros da Crimeia em geral.

### História da escrita
O primeiro sistema de escrita do crimeu a se consolidar entre os tártaros da Crimeia foi a escrita árabe, que entrou em uso na península entre o fim do século XII e início do século XIII, com a disseminação da cultura árabe e islâmica. O sistema de escrita árabe foi hegemonicamente dominante na Crimeia até o ano de 1883, sendo utilizado tanto em manuscritos quanto em trabalhos impressos.
No ano de 1883, um grupo de intelectuais tártaros da Crimeia, organizados em torno da figura de Ismail Gasprinski, criador e editor do jornal ترجمان (Terciman), iniciaram um processo de reforma do sistema de escrita, buscando aproxima-lo dos sons do Crimeu. Entre os anos de 1884 e 1914, Gasprinski publicou diversos artigos advogando pela reforma, mas a escrita árabe manteve-se predominante até o ano de de 1920, quando outro grupo de intelectuais se interessaram por criar um novo alfabeto para o crimeu.
Em 1928 se deu a Primeira Conferência Científica da Língua Tártara da Crimeia, na cidade de Simferopol. No congresso, discutiu-se sobre a ortografia da língua e debateu-se sobre qual dos dialetos deveria se tornar base para a escrita literária do crimeu. No ano seguinte, em 1929, ocorreu a Segunda Conferência Científica da Língua Tártara da Crimeia, que também ocorreu na cidade de Simferopol. Foi nesse contexto que se tomou a decisão de transicionar a escrita da língua tártara da Crimeia para um novo alfabeto, baseado no alfabeto latino, mudança oficializada pelo governo da Crimeia no mesmo ano.
O novo alfabeto continha as seguintes 32 letras, sendo 24 delas consoantes e 8 vogais:
| A a | B b | C c | Ç ç | D d | E e | F f | G g | Ƣ ƣ |
| H h | J j | İ i | J j | K k | L l | M m | N n | Ƞ ᶇ |
| O o | Ɵ ɵ | P p | Q q | R r | S s | Ş ş | T t | V v |
| X x | U u | Y y | Z z | Ƶ ƶ | Ѣ ѣ |     |     |     |

Em 1938, a Crimeia era uma  república autônoma da República Socialista Federativa Soviética da Rússia, e, nesse contexto, foi introduzido na península o alfabeto cirílico para a escrita da língua tártara da Crimeia.
O novo alfabeto consistia de 37 letras, sendo 27 consoantes e 10 vogais:
| А а | Б б | В в | Г г   | Гъ гъ | Д д | Е е | Ё ё   | З з    | Ж ж |
| И и | Й й | К к | Къ къ | Л л   | М м | Н н | Нъ нъ | О о    | П п |
| Р р | С с | Т т | У у   | Ф ф,  | Х х | Ц ц | Ч ч   | Дж дж, | Ш ш |
| Щ щ | ъ   | Ы ы | ь     | Э э   | Ю ю | Я я |       |        |     |

Entretanto, a escrita com o alfabeto cirílico não era a mais adequada considerando os sons do crimeu, surgindo assim diversos dígrafos e letras que representavam mais de um som, a depender da palavra. Com isso, as palavras da língua tártara da Crimeia passaram a ser escritas com mais letras, tornando-as confusas, principalmente com o novo conjunto de normas ortográficas.
Em junho de 1991, o segundo Qurultay do Povo Tártaro da Crimeia tomou a decisão formal de adotar novamente a escrita latina para o crimeu, e novas discussões sobre o alfabeto utilizado emergiram no meio acadêmico. Em 1997 a decisão pelo uso do alfabeto latino se tornou oficial. Com a anexação da Crimeia à Federação Russa em 2014, surgiram questionamentos quanto à continuidade das tentativas de adotar a escrita latina para o Crimeu, uma vez que a legislação russa apenas prevê a escrita com o alfabeto cirílico. Apesar disso, o Crimeu é reconhecido pela Rússia como língua oficial da República da Crimeia.
Atualmente, utiliza-se o alfabeto cirílico em conjunto com o alfabeto latino para a escrita do crimeu. A seguir estão as versões atuais dos alfabetos utilizados pelos tártaros da Crimeia:
Alfabeto latino
| A a | B b | C c | Ç ç | D d | E e | F f | G g |
| Ğ ğ | H h | I ı | İ i | J j | K k | L l | M m |
| N n | Ñ ñ | O o | Ö ö | P p | Q q | R r | S s |
| Ş ş | T t | U u | Ü ü | V v | Y y | Z z |     |

Â â não são consideradas letras separadas.
Alfabeto cirílico
| А а | Б б   | В в | Г г | Гъ гъ | Д д   | Е е | Ё ё |
| Ж ж | З з   | И и | Й й | К к   | Къ къ | Л л | М м |
| Н н | Нъ нъ | О о | П п | Р р   | С с   | Т т | У у |
| Ф ф | Х х   | Ц ц | Ч ч | Дж дж | Ш ш   | Щ щ | Ъ ъ |
| Ы ы | Ь ь   | Э э | Ю ю | Я я   |       |     |     |

гъ, къ, нъ e дж são letras separadas.

## Fonologia

### Consoantes
O inventário consonantal do dialeto central do crimeu é composto por 28 fones, entre eles a oclusiva glotal /ʔ/, que não é presente na língua portuguesa, mas é ocasionalmente utilizada no tártaro crimeano. Nota-se, ainda, que o fone nasal palatal /ɲ/ ocorre raramente, e apenas em palavras de origem estrangeira.
A fricativa velar surda /x/ é frequentemente pronunciada como a uvular /χ/, e a fricativa labio dental sonora /v/ possui uma  variante alofônica /w/. Existem também variações fonéticas conforme o dialeto do falante de crimeu: falantes do dialeto do sul podem pronunciar a consoante velar nasalizada /ŋ/ como /n/, por exemplo.
|             | Bilabial | Labiodental | Alveolar | Palatal | Velar  | Uvular | Glotal |
| ----------- | -------- | ----------- | -------- | ------- | ------ | ------ | ------ |
| Plosiva     | p b      |             | t d      |         | k kʲ g | q      | ʔ      |
| Nasal       | m        |             | n        | ɲ       | ŋ      |        |        |
| Fricativa   |          | f v         | s z      | ʃ       | x ɣ    |        |        |
| Africada    |          |             |          | tʃ dʒ   |        |        |        |
| Líquida     |          | r l ʎ       |          |         |        |        |        |
| Aproximante | w        |             |          | j       | w      |        |        |

### Vogais
O inventário vocálico do crimeu como um todo possui 9 sons vocálicos e, interessantemente, não possui nenhuma vogal central, o que o distingue da língua portuguesa, por exemplo. Nota-se, ainda, que a vogal /ɪ/ é exclusiva do dialeto do norte
|               | Anterior | Quase anterior | Posterior |
| ------------- | -------- | -------------- | --------- |
| Fechada       | i y      |                | ɯ u       |
| Quase fechada |          | ɪ              |           |
| Semifechada   | ø e      |                | o         |
| Aberta        | a        |                |           |

## Ortografia
No passado, já se utilizou a variante Nasqui da escrita árabe para a grafia da língua tártara da Crimeia. Entretanto, em 1929, com a Segunda Conferência Científica da Língua Tártara da Crimeia, na cidade de Simferopol, foi adotado o alfabeto latino para a escrita do crimeu, substituindo a escrita árabe vigente desde o fim do século XII. Ao longo da história da Crimeia, principalmente no contexto de aproximação com a República Socialista Federativa Soviética da Rússia, adotou-se também o alfabeto cirílico para a grafia do idioma.
Atualmente, tanto o alfabeto cirílico quanto o alfabeto latino são utilizados entre a população tártara da Crimeia, embora discuta-se que a ortografia latina seria mais adequada para o crimeu, considerando as suas peculiaridades sonoras. Ambos os alfabetos utilizados atualmente são escritos horizontalmente, da esquerda-para-direita, ao contrário da escrita árabe, em que se escrevia da direita-para-esquerda. 

### Alfabeto latino
A escrita do crimeu baseada no alfabeto latino possui 31 letras, incluindo algumas que não estão presentes na língua portuguesa, como o [Ğ], [İ], [Ñ], [Ö], [Ş] e [Ü]. No total, são 9 vogais e 22 consoantes. Discute-se que a utilização do alfabeto latino para a escrita do crimeu seja mais adequada que o uso do alfabeto cirílico, uma vez que possui letras que correspondem melhor aos fonemas da língua, reduzindo a necessidade de dígrafos e, consequentemente, o número de letras por palavra. A escrita com o alfabeto latino é horizontal, da esquerda-para-direita.
Para a grafia, utilizam-se alguns diacríticos, sendo eles o acento circunflexo (^) na letra [Â], representando a vogal /a/ com a palatalização da consoante precedente; a braquia (˘) em [Ğ], representando a fricativa velar sonora /ɣ/; a trema (¨) em [Ö], representando a vogal anterior semifechada arredondada /ø/, e em [Ü], representando a vogal anterior fechada arredondada /y/; e, por fim, o til (~) em [Ñ], representando o som consonantal nasal velar /ŋ/.
A seguir está uma uma tabela contendo as letras do alfabeto latino do crimeu, seguidas pelos seus nomes em português, o(s) fonema(s) associados a elas e exemplos de suas pronúncias em português ou outras línguas, como a castelhana ou o francês.
| Maiúscula | Minúscula | Nome da letra em português | Pronúncia (AFI)                                 | Aproximação com outras línguas                  |
| --------- | --------- | -------------------------- | ----------------------------------------------- | ----------------------------------------------- |
| A         | a         | á                          | /a/                                             | amor                                            |
| Â         | â         | á com acento circunflexo   | /a/ com a palatalização da consoante precedente | molhar                                          |
| B         | b         | bê                         | /b/                                             | baixinho                                        |
| C         | c         | cê                         | /dʒ/                                            | dia                                             |
| Ç         | ç         | cê-cedilha                 | /tʃ/                                            | tchau                                           |
| D         | d         | dê                         | /d/                                             | docinho                                         |
| E         | e         | ê/é                        | /e/                                             | escola                                          |
| F         | f         | éfe                        | /f/                                             | feijão                                          |
| G         | g         | gê                         | /g/                                             | gato                                            |
| Ğ         | ğ         | gê suave                   | /ɣ/                                             | agora (português europeu)                       |
| H         | h         | agá                        | /x/                                             | arrasto                                         |
| I         | ı         | i                          | /ɯ/                                             | pegar (em alguns dialetos do português europeu) |
| İ         | i         | i com ponto                | /i/ /ɪ/                                         | quis petite (do francês, pequeno)               |
| J         | j         | jóta                       | /ʒ/                                             | loja                                            |
| K         | k         | cá                         | /k/                                             | corpo                                           |
| L         | l         | éle                        | /l/                                             | let (do inglês, deixar)                         |
| M         | m         | ême                        | /m/                                             | mato                                            |
| N         | n         | êne                        | /n/                                             | negócio                                         |
| Ñ         | ñ         | eñe/enhe                   | /ŋ/                                             | domingo (do castelhano, domingo)                |
| O         | o         | ô/ó                        | /o/                                             | dois                                            |
| Ö         | ö         | ô/ó com umlaut             | /ø/ /jo/                                        | peu (do francês, pouco) boiou                   |
| P         | p         | pê                         | /p/                                             | pai                                             |
| Q         | q         | quê                        | /q/                                             | caught (do Inglês australiano, capturado)       |
| R         | r         | érre                       | /r/                                             | barata                                          |
| S         | s         | ésse                       | /s/                                             | osso                                            |
| Ş         | ş         | ésse-cedilha               | /ʃ/                                             | chama                                           |
| T         | t         | tê                         | /t/                                             | tatu                                            |
| U         | u         | u                          | /u/                                             | urso                                            |
| Ü         | ü         | u com umlaut               | /y/ /ju/                                        | chute (do francês, queda) you (do inglês, você) |
| V         | v         | vê                         | /v/ /w/                                         | vila quando                                     |
| Y         | y         | ípsilon                    | /j/                                             | boia, ou ayer (do castelhano, ontem)            |
| Z         | z         | zê                         | /z/                                             | casa                                            |

### Alfabeto cirílico
A escrita do crimeu com o alfabeto cirílico utiliza as seguintes 37 letras:
| А а | Б б   | В в | Г г | Гъ гъ | Д д   | Е е | Ё ё |
| Ж ж | З з   | И и | Й й | К к   | Къ къ | Л л | М м |
| Н н | Нъ нъ | О о | П п | Р р   | С с   | Т т | У у |
| Ф ф | Х х   | Ц ц | Ч ч | Дж дж | Ш ш   | Щ щ | Ъ ъ |
| Ы ы | Ь ь   | Э э | Ю ю | Я я   |       |     |     |

## Gramática

### Substantivos
Os substantivos e pronomes do crimeu são flexionados em número, caso e possessividade. A ordem dos sufixos em uma palavra seguem a ordem número-posse-caso. Há apenas um marcador de número, sendo ele o marcador de plural. Assim como nas outras línguas túrquicas, o gênero gramatical não existe na língua tártara da Crimeia.

#### Flexão por Número
A maioria dos substantivos do crimeu distinguem o singular e plural morfologicamente, através do sufixo -lAr, em que "A" representa uma vogal que combina com a vogal que precede o sufixo.
Exemplos:
arabalar (araba-lar)      "carroças" (carroça-plural)
jipler (jip-ler)                 "cordas" (corda-plural)
Não se utiliza o sufixo de número se o plural já está demarcado de outra forma na frase, como por um adjetivo como "muitos" ligado ao substantivo. Além disso, a adição do sufixo em palavras como suv (água) denota a existência de diversos tipos do substantivo.

### Pronomes

#### Pronomes pessoais
Existem 36 pronomes pessoais no crimeu, pois as 1ª, 2ª e 3ª pessoas do singular e plural combinam-se com os seis diferentes casos gramaticais da língua (nominativo, genitivo, dativo, acusativo, locativo e ablativo). A seguinte tabela apresenta todos os pronomes pessoais utilizados pelo dialeto central da língua tártara da Crimeia.
| Casos      | 1ª pessoa (singular) | 2ª pessoa (singular) | 3ª pessoa (singular) | 1ª pessoa (plural) | 2ª pessoa (plural) | 3ª pessoa (plural) |
| ---------- | -------------------- | -------------------- | -------------------- | ------------------ | ------------------ | ------------------ |
| Nominativo | men                  | sen                  | o                    | biz                | siz                | olar               |
| Genitivo   | menim                | seniŋ                | onɯŋ                 | bizim              | sizniŋ             | olarnɯŋ            |
| Dativo     | maŋa                 | saŋa                 | oŋa                  | bizge              | sizge              | olarɣa             |
| Acusativo  | meni                 | seni                 | onɯ                  | bizni              | sizni              | olarnɯ             |
| Locativo   | mende                | sende                | onda                 | bizde              | sizde              | olarda             |
| Ablativo   | menden               | senden               | ondan                | bizden             | sizden             | olardan            |

## Vocabulário

### Declaração Universal dos Direitos Humanos
A seguir está o primeiro artigo da Declaração Universal dos Direitos Humanos em crimeu, seguido por sua respectiva tradução para o português. Esta declaração é um documento base não jurídico adotado pela Organização das Nações Unidas em 10 de dezembro de 1948, visando garantir dignidade e direitos fundamentais para todos os seres humanos, no contexto posterior à Segunda Guerra Mundial. 
A Declaração Universal dos Direitos Humanos também é conhecida por ser o documento traduzido no maior número de línguas. O site oficial da Declaração Universal dos Direitos Humanos informa a existência de 525 traduções disponíveis.
| Crimeu | Português |
| 1-nci madde Bütün insanlar serbestlik, menlik ve uquqlarda musaviy olıp dünyağa keleler. Olar aqıl ve vicdan saibidirler ve biri-birilerinen qardaşçasına munasebette bulunmalıdırlar | Artigo 1. Todos os seres humanos nascem livres e iguais em dignidade e em direitos. Dotados de razão e de consciência, devem agir uns para com os outros em espírito de fraternidade. |

### Língua Nativa, por Bekir Sıdkı Çobanzade
O poema Língua Nativa (Tuvğan til) é um dos textos produzidos pelo professor de línguas túrquicas e poeta tártaro da Crimeia Bekir Sıdkı Çobanzade (1893-1937). Bekir nasceu em um vilarejo próximo à cidade de Belogorsk, na Crimeia, filho de um pastor (em crimeu, çoban), do qual deriva-se o  sobrenome Çobanzade, que significa "filho do pastor". No 1º Congresso dos Sovietes da Crimeia, foi eleito membro do Comitê Executivo Central da República Autônoma Socialista Soviética da Crimeia, e, no verão de 1924, Çobanzade foi convidado a trabalhar no comitê do Novo Alfabeto Turco (NTA). Durante a sua vida, realizou diversas publicações científicas sobre a língua tártara da Crimeia. Durante o Grande Expurgo na União Soviética de Josef Stalin, Bekir Çobanzade foi preso e condenado à pena de morte no dia 12 de outubro de 1937.
A poesia de Çobanzade retrata cenários pastorais de sua terra natal Crimeia, remetendo à sua infância no campo. Durante seus estudos na Bulgária, o poeta desenvolveu o seu estilo romântico em obras como "Suv anasi" (“Sereia”) e “Yaz akshamy, uy aldynda” (“Em uma noite de verão no quintal”). No poema "Língua Nativa", Bekir louva a sua língua materna e narra como a língua tártara da Crimeia tem sido uma fonte de inspiração e conforto durante os momentos de tristeza. A seguir está uma reprodução do poema em crimeu, seguido por sua tradução para a língua portuguesa.
| Crimeu | Português |
| Tuvğan til Seni men Qırımda, Qazanda taptım, Curegim qaynağan, taşqanda taptım... Cat elde muğayıp, açınıp curgende, Umütim, hayalım şay tüşip curgende, Moynuña sarıldım, dertimni aytıp, Bir guzel sözüñmen ozüme qaytıp... Cırlarıñ bolmasa, maneñ bolmasa, ''Curt'' degen sözüñmen curek tolmasa, Ah, nasıl curermen gurbet yaqlarda, Tanışsız, bilişsiz yat soqaqlarda? Bilmiymen-türükmi, Tatarmı adıñ, Bek yaman tatlısıñ, Tañrıdan tadıñ. Türük de,tatar da seniñ sözleriñ, Ekisi eki çift muñlu kozleriñ... Viyana ogünde, Qazaq içinde Barabar cırladıq Hindlerde, Çinde... Añlasın bir seni , duşman da süyer, Bir canıq sözüñmen curegi iyer... İstiymen ozüñni er yaqta kormek, Er yerde inciñden destanlar ormek... Quşlarğa, qaşqırğa uyretsem seni, Sen bolsañ oksüzniñ koñülden süygeni. Camige, mihrapqa, sarayğa kirseñ, Deñizler, çöllerniñ çetine erseñ... Seniñmen duşmanğa yarlıqlar yazsam, Qaruvlı sözüñmen koñlüni qazsam... Qabrimde melekler sorğu sorasa, Azrail tilimni biñ kere torasa, ''Oz tuvğan tilimde ayt mağa! '' dermen, Oz tuvğan tilimde cırlap olermen... Koñlümni qayğılar kemirip turğanda, Halqımnı tınışsız yıldızı urğanda, Tuvğan til,-başqası aqlıma kelmiy, Bir buyuk sırımsıñ, duşmanlar bilmiy. | Língua Materna Eu te descobri na Crimeia, em Kazan, Te achei quando meu coração estava efervescente, transbordando... Caminhando triste e machucado em terras distantes, Caminhando com esperanças e sonhos insignificantes, Contando-te a minha dor, te abracei, E então a tua deslumbrante palavra me rejuvenesceu... Sem as tuas canções, e teus poemas, Se a palavra "pátria" não preenchesse meu coração, Como eu poderia vagar por terras distantes, Em ruas distantes, sem conhecer nada nem ninguém? Qualquer que seja teu nome, turco ou tártaro, Você é doce, porque seu sabor vem de Deus. Turco ou tártaro, estas são as tuas palavras, Elas são como um par de olhos brilhantes... Nos portões de Viena, nas terras Cazaques, Nós cantamos juntos, na Índia, na China... Uma vez que o inimigo te entender, ele se apaixonará, Uma única de tuas palavras melancólicas derreterá o seu coração... Eu quero te ouvir em todo lugar, Em todo lugar quero tecer épicos com as tuas pérolas... Se eu te ensinar aos pássaros e aos lobos, Você será o querido dos órfãos. Se você penetrar em mesquitas, mihrabs e palácios, Quando você chegar aos oceanos e às margens dos desertos... Com você escreverei decretos ao inimigo, Com tuas palavras chamativas escavarei a sua alma... Quando os anjos me interrogarem no meu túmulo, Quando o anjo da morte cortar minha língua mil vezes, "Fale comigo na minha língua nativa!" direi, Cantando em minha língua nativa morrerei... Enquanto as ansiedades mordiscam minha alma, E as estrelas infinitas atingem meu povo, Oh, língua nativa, ninguém mais me vem à mente, Nem mesmo o inimigo sabe, você é o meu grande segredo. |

### Eu prometi, hino nacional dos tártaros da Crimeia
Ant etkenmen (Eu prometi) é o hino nacional dos tártaros da Crimeia. Foi escrito em 1917 por Noman Çelebicihan, servindo como hino da breve República Popular da Crimeia. Noman presidiu a República Popular da Crimeia durante a sua curta existência e foi executado durante a Guerra Civil Russa, em 1918. 
A seguir está a letra do hino em crimeu, seguido por sua tradução para o português.
| Crimeu | Português |
| Ant etkenmen Ant etkenmen, milletimniñ yarasını sarmağa Nasıl olsun bu zavallı qardaşlarım çürüsin? Onlar içün ökünmesem, qayğırmasam, yaşasam Yüregimde qara qanlar qaynamasın, qurusın. Ant etkenmen, şu qaranğı yurtqa şavle sepmege Nasıl olsun eki qardaş bir-birini körmesin? Bunı körip buvsanmasam, muğaymasam, yanmasam Közlerimden aqqan yaşlar derya-deñiz qan olsun. Ant etkenmen, söz bergenmen millet içün ölmege Bilip, körip milletimniñ köz yaşını silmege. Bilmey, körmey biñ yaşasam, Qurultaylı han olsam Kene bir kün mezarcılar kelir meni kömmege. | Eu prometi Eu prometi curar os ferimentos da minha nação Como podem os meus infelizes irmãos apodrecer? Se eu não me sinto pesar por eles, sofro por eles; então vivo Deixe as correntes escuras de sangue em meu coração secarem. Eu prometi propagar luz para aquele país escurecido Como podem dois irmãos não verem uns aos outros? Quando eu vejo isso, se eu não ficar angustiado, magoado, queimado Deixe as lágrimas que escorrem dos meus olhos se tornarem um mar de sangue. Eu prometi jurar morrer pela nação, Sabendo e vendo isso, para enxugar as lágrimas da minha nação. Sem ver e saber, mesmo que eu viva mil anos e seja um rei coroado, Um dia os coveiros ainda virão me enterrar. |